# Gletschertopf Scheffau

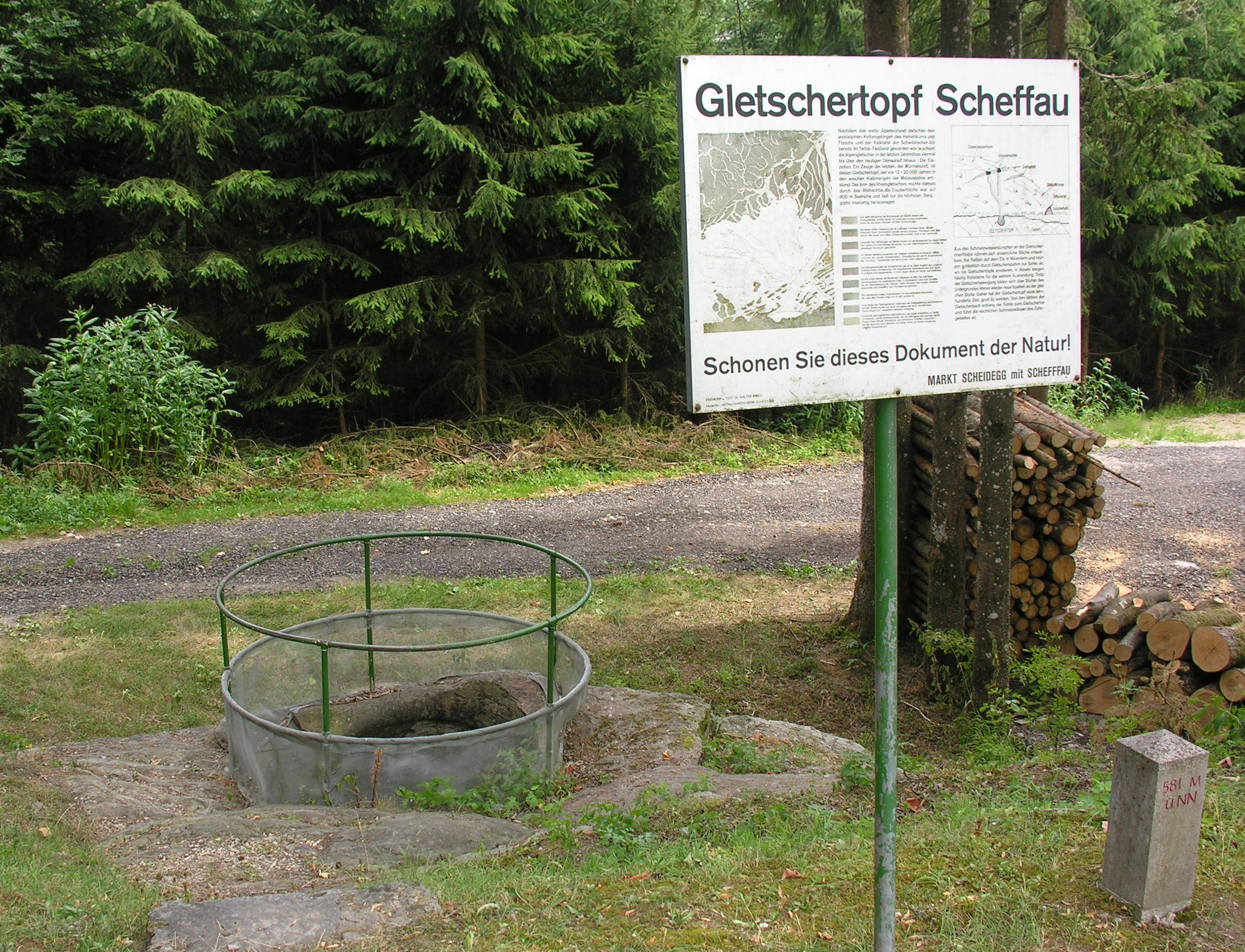
Der Gletschertopf bei Scheffau/Scheidegg

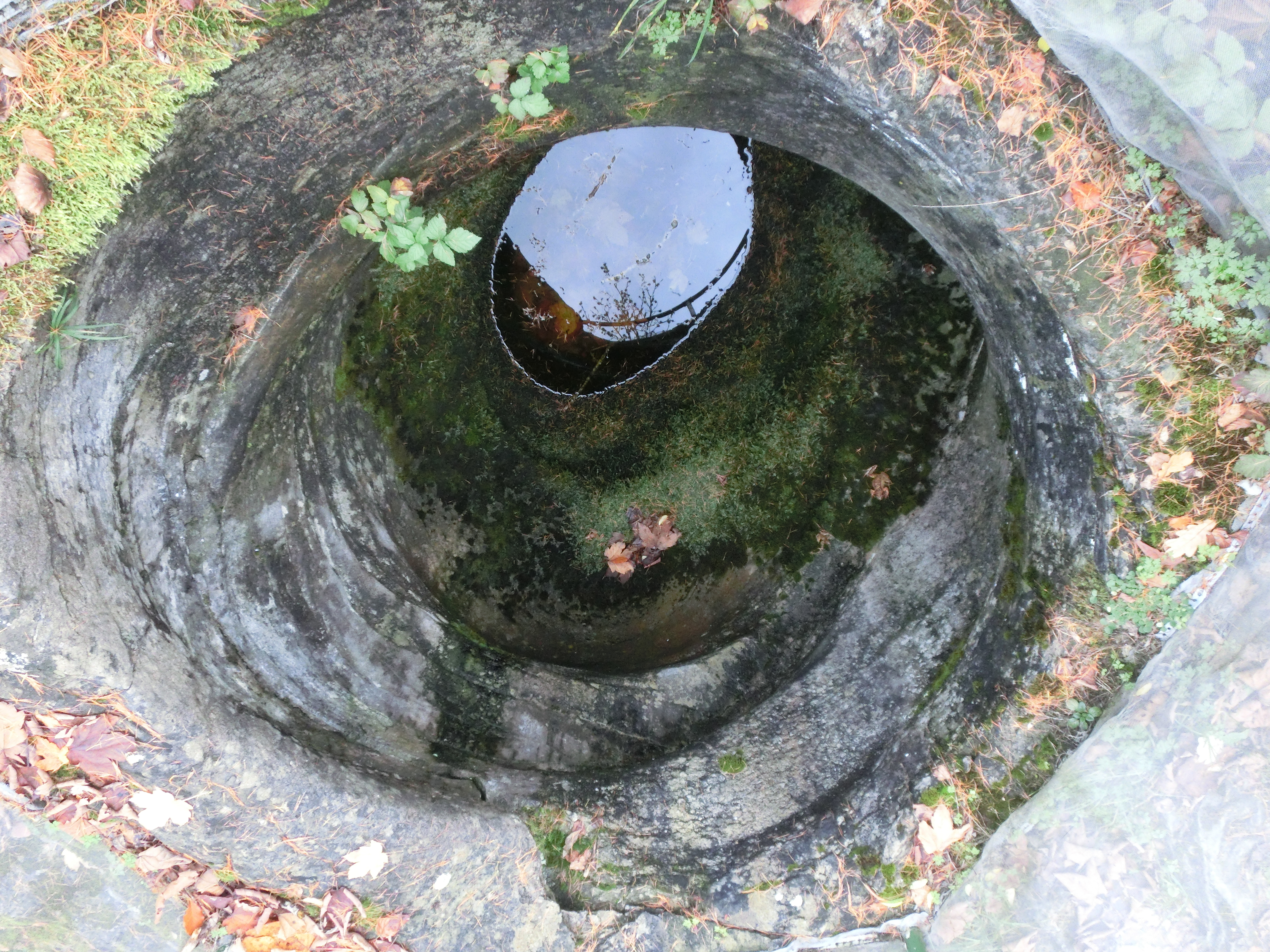
Blick in den Gletschertopf

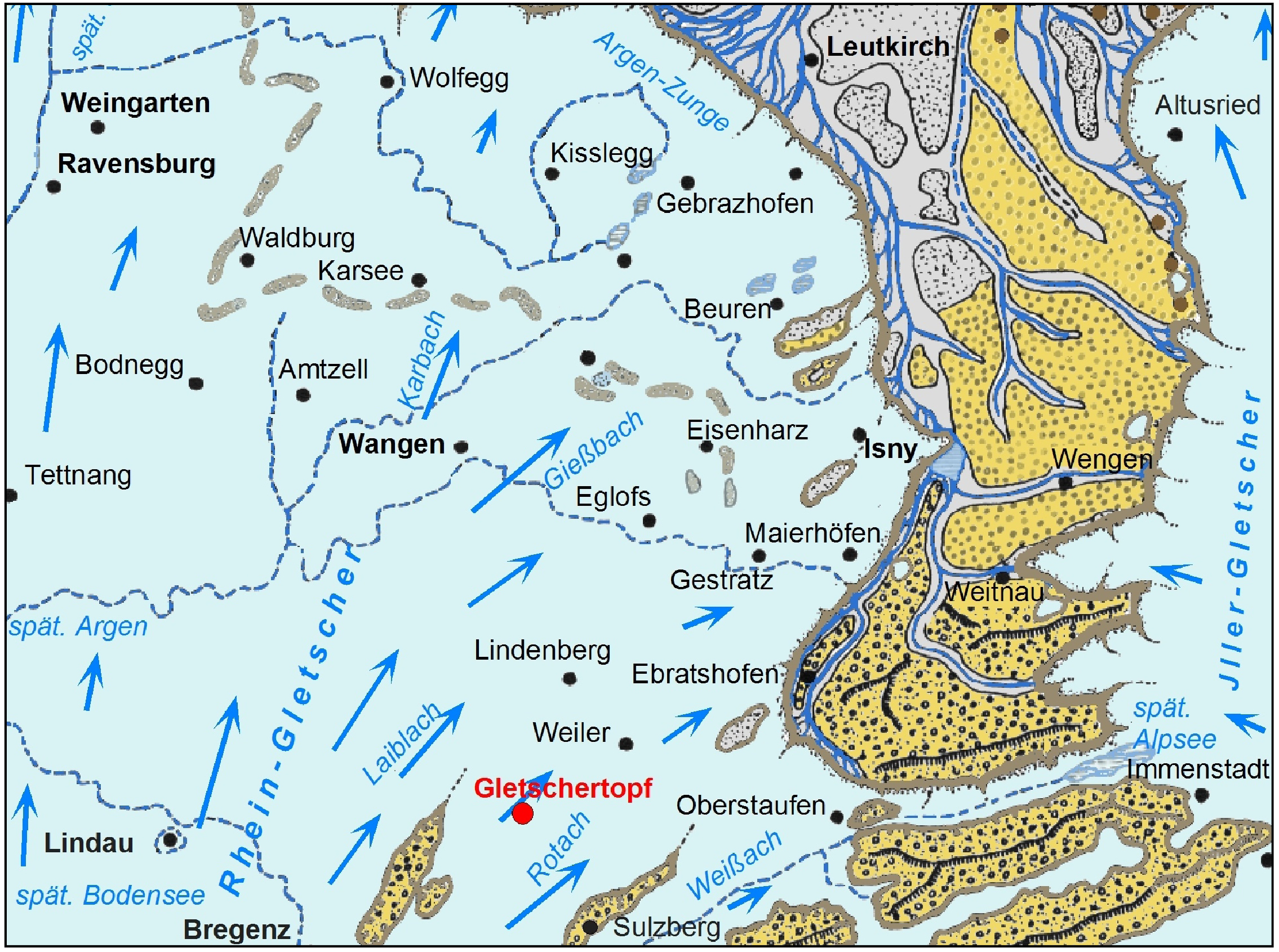
Heutige Lage im Gletschereis vor 20 000 Jahren. Adelegg und Nagelfluhkette (gelb) aus der Molassezeit sind größtenteils eisfrei.

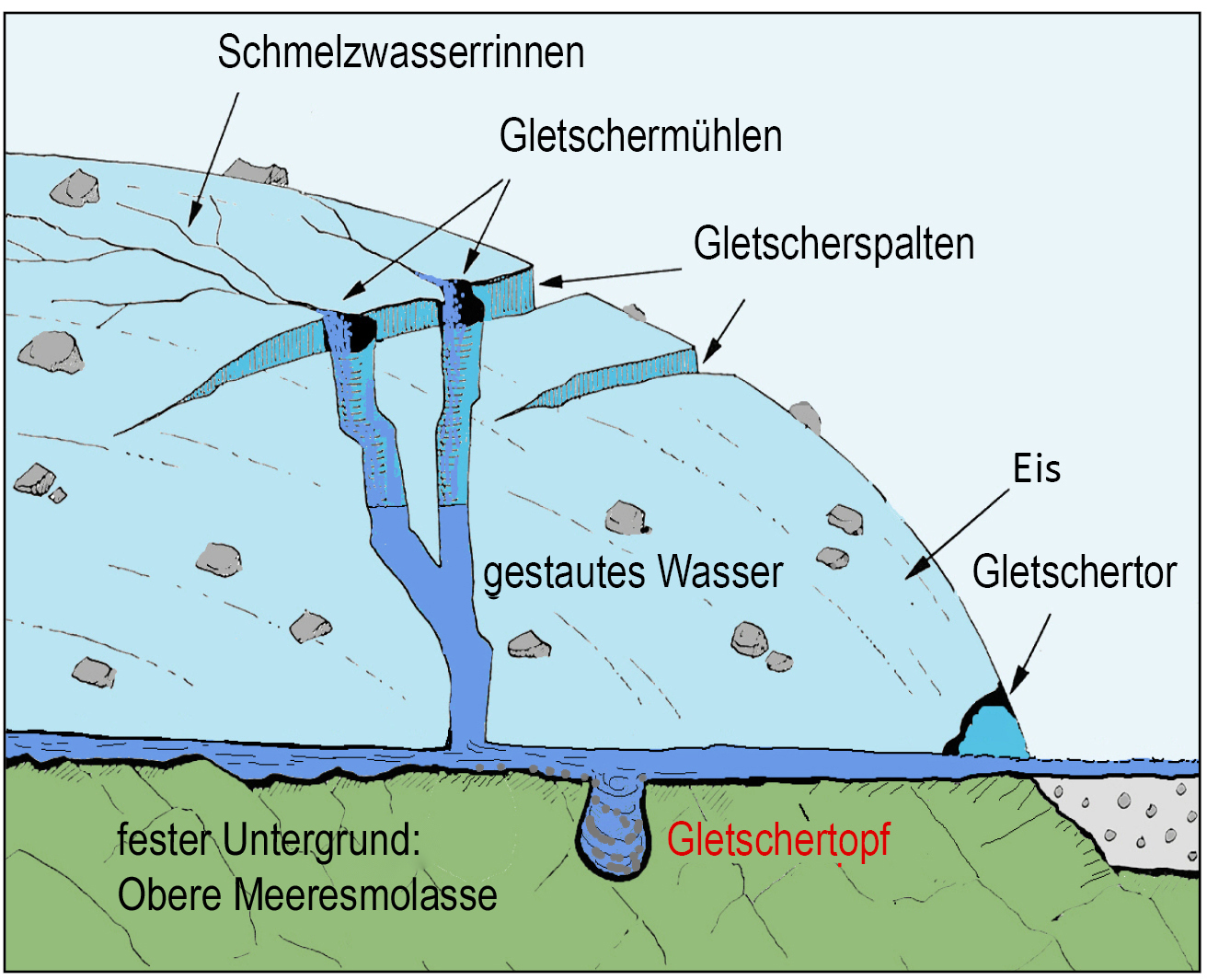
Entstehung des Gletschertopfs durch Wasserwirbel mit Sand und Kiesteilen unter Hochdruck

Der Gletschertopf Scheffau ist ein aus der Würmeiszeit stammendes Relikt nahe dem zum Gemeindegebiet Scheidegg gehörenden Ortsteil Scheffau im bayerischen Landkreis Lindau (Bodensee) in Deutschland.

## Lage und Entstehung
Der Gletschertopf befindet sich östlich der Staatsstraße 2001 zwischen Scheffau und Weiler im Allgäu kurz vor dem Weiler Neuhaus auf einer Höhe von rund 579 m ü. NN.
Laut einer Infotafel vor Ort entstand er vor rund 20.000 Jahren, als Schmelzwasser aus großer Höhe in ein Loch im Fels stürzte und durch den entstehenden Wasserwirbel einen Stein in Bewegung setzte, der sich so über viele Jahrhunderte hinweg in das Gestein mahlte. Dieser „Mahler“ ist in Scheffau aber nicht erhalten, da er vermutlich zusammen mit anderem Gestein aus dem Gletschertopf geräumt wurde.
Eine andere Erklärung für die Entstehung eines Gletschertopfes geht von hohem Wasserdruck an der Gletscherunterseite aus, der Wasser mit hoher Geschwindigkeit fließen lässt und in Wirbeln von Sand und Gestein die Höhlung ausfräst. Dies wird bei weiteren Abschmelzen des Gletschers über einen längeren Zeitraum geschehen sein.

## Entdeckung
Der Gletschertopf Scheffau wurde im Winter 1896/1897 bei Sprengarbeiten zur Gewinnung von Natursteinen für den Bau der Molkerei in Scheffau unter der Leitung von Bartholomäus Förster und Mitwirkung des späteren Scheffauer Bürgermeisters Alois Brinz sowie des Landwirts Lindebar entdeckt und von einem Grenzaufseher und dem Notar Hauch aus Weiler als geologische Seltenheit erkannt, woraufhin das Bezirksamt Lindau die Weitersprengung zunächst ganz verbot und später nur noch in ausreichender Entfernung erlaubte. Die Risse, die der Gletschertopf zeigt, zeugen davon, dass ihm die Sprengungen zu diesem Zeitpunkt bereits gefährlich nahegekommen waren.

## Trivia
Aufgrund seiner Lage an der Straße von Weiler nach Bregenz lieh der Gletschertopf einst einer Haltestelle der Kraftpostlinie Weiler-Bregenz sowie heute einer Haltestelle und der sogenannten „Gletschertopflinie“ seinen Namen.